# Ambasadorowie Francji w Niemczech
Ambasadorowie Francji w Niemczech – do zjednoczenia Niemiec w 1870 roku Francja utrzymywała stosunki dyplomatyczne zarówno z organami centralnymi Niemiec (Święte Cesarstwo Rzymskie, Związek Niemiecki, Związek Północnoniemiecki), jak i poszczególnymi krajami Rzeszy (Prusami, Saksonią, Bawarią, Hanowerem itd.).

## Francuscy ambasadorowie w Niemczech przed zjednoczeniem

### Do władz Świętego Cesarstwa Rzymskiego
- 1633 Manassès de Pas de Feuquières
- 1698–1702 Charles-François La Bonde d’Iberville (Trewir, Moguncja, Kolonia)
- 1786–1792 Laurent Bérenger (Ratyzbona)

### W Związku Niemieckim
- 1818–1830 Karl Friedrich Reinhard
- 1830–1839 Jean Baptiste de Alleye de Ciprey
- 1840–1842 Antoine Louis Deffaudis
- 1842–1847 Justin de Chasseloup-Laubat
- 1848–1855 Auguste Bonaventure de Tallenay
- 1855–1858 Gustave de Montessuy
- 1858–1864 Alfred de Salignac-Fénelon
- 1864–1866 Edmé de Reculot[1] (1815–1891)

### w Badenii
- 1741–1742 Louis Charles Armand Fouquet (jego starszym bratem był Charles książę de Belle-Isle).

### w Brandenburgii i Prusach
- 1703 Jean Victor de Besenval
- 1731–1738 Jacques-Joachim Trotti, markiz de La Chétardie
- 1755–1756 Louis-Jules Mancini-Mazarini
- 1768–1769 Adrien Louis de Bonnières
- 1790–1791 François-Eléonor-Elie de Moustier
- 1791–1798? Louis Philippe de Ségur
- 1798–1799 Emmanuel-Joseph Sieyès
- 1804–1806 Louis Pierre Édouard Bignon (chargé d’affaires)
- 1814–1815 Victour Louis Charles Caraman
- 1815–1821 François Marquis de Bonnay
- 1821–1822 François-René de Chateaubriand
- 1822–1826 Gérard de Rayneval
- 1826–1828 Emmanuel Louis Marie de Saint-Priest
- 1829–1831 Hector Philippe d'Agoult
- 1831–1833 Charles de Flahault de Billarderie
- 1833–1844 Charles de Bresson
- 1844–1847 Napoléon hector de Dalmatie
- 1847–1848 François Vicyor Emanuel Arago
- 1848 Adolphe de Circourt
- 1849–1850 Jean Gilbert de Persigny
- 1851–1853 Armand Lefebvre
- 1853–1859 Léonel de Moustier
- 1860–1861 Henri de La Tour d'Auvergne-Lauraguais
- 1862–1864 Charles Angelique Talleyrand-Périgord
- 1864–1870 Vincent Benedetti[2]

### w Hamburgu
- 1703 Etienne Bidal D'Asfeld[3]
- 1714–1749 Jean-Baptiste Poussin
- 1802 Charles-Frédéric Reinhard
- 1805 Louis Antoine Fauvelet de Bourrienne

W latach 1835–1870 francuska placówka dyplomatyczna w Hamburgu reprezentowała również interesy francuskie w Bremie, Lubece, Meklemburgii-Schwerin, Meklemburgii-Strelitz i Oldenburgu.

### wHesji-Kassel
- 1772–1773 Charles Olivier de Saint-Georges, markiz de Vérac
- 1804–1806 Louis Pierre Édouard Bignon
- 1822–1840 Auguste de Cabre
- 1840–1846 Louis Philippe de Galard
- 1846–1848 Charles Jean de La Valette
- 1848–1849 Hamann
- 1849–1851 Charles d'Assailly
- 1851–1852 Antoine Alfred de Gramont
- 1853–1857 de Serrurier
- 1857–1860 Charles Baudin
- 1860–1862 Antoine Campayo
- 1862–1866 Pierre Francoiş d'Aymard de Chateaurenard[4]

### w Kolonii
- 1701–1702 Pierre Puchot
- 1758 Louis Auguste Le Tonnelier de Breteuil

### wTrewirze
- 1789–1791 Constantin Gravier de Vergennes

### w Wirtembergii
- 1689–1702 Jacques-Vincent Languet, hrabia de Gergy

...
- 1817 – nawiązanie stosunków dyplomatycznych po wojnach napoleońskich
- 1817–1819 Marc René de Montalembert
- 1820–1821 Louis Toissaint de la Moussaye
- 1822–1828 Victour Louis Charles Caraman
- 1828–1849 Anne Louis Gabriel de Fontenay
- 1850–1852 Bernard d'Harcourt
- 1852–1853 Antoine Alfred de Gramont
- 1853–1857 Louis Philippe de Galard
- 1857–1861 Edmé Reculot
- 1861–1867 Auguste Denys de Damrémont
- 1867–1870 Pierre Francoiş d'Aymard de Chateaurenard[5]

### w Würzburgu
- 1698–1702 Charles-François La Bonde d’Iberville

## Ambasadorowie Francji w Niemczech po zjednoczeniu

### w II Rzeszy, Republice Weimarskiej i III Rzeszy
- 1871–1877 Anne Armand de Gontaut-Biron
- 1877–1881 Charles-Raymond de la Croixcde Chevriere de St. Vallier
- 1881–1886 Alphonse Chodron, baron de Courcel[6]
- 1886–1896 Jules Herbette
- 1896–1902 Henri Victorien de Noailles
- 1902–1907 Paul Louis Georges Bihourd
- 1907–1914 Jules Cambon
- 1914–1920 bez stosunków dyplomatycznych, reprezentacja interesów francuskich przez Ambasadę Hiszpanii
- 1920–1922 Charles Laurent
- 1922–1931 François Marie Pierre Jacquin de Margerie
- 1931–1938 André François-Poncet
- 1938–1939 Robert Coulandre[7]

### w RFN
- 1955–1955 André François-Poncet (od 1949 Wysoki Komisarz w Niemczech)
- 1955–1956 Louis Joxe
- 1956–1958 Maurice Couve de Murville
- 1958–1962 François Seydoux de Clausonne
- 1962–1965 Roland Jacquin de Margerie
- 1965–1970 François Seydoux de Clausonne
- 1970–1974 Jean Sauvagnargues
- 1974–1977 Olivier Wormser
- 1977–1981 Jean-Pierre Brunet
- 1981–1983 Henri Froment-Meurice
- 1983–1986 Jacques Morizet
- 1986–1992 Serge Boidevaix
- 1992–1993 Bertrand Dufourcq
- 1993–1999 François Scheer
- 1999–2007 Claude Martin
- 2007–2011 Bernard de Montferrand
- 2011–2014 Maurice Gourdault-Montagne
- 2014–2017 Philippe Etienne[8]
- od 2017 Anne-Marie Descôtes

### w NRD
- 1973–1974 Jacques Jessel (chargé d’affaires)
- 1974–1976 Bernard Guillier de Chalvron
- 1976–1981 Henry Bayle
- 1981 Xavier Marie du Cauzé de Nazelle
- 1981–1986 Erick Deshors
- 1986–1990 Joëlle Timsit[8]